# Аттингер, Вернер
Ве́рнер А́ттингер (нем. Werner Attinger; род. 1951) — швейцарский кёрлингист.
В составе мужской сборной Швейцарии участник чемпионата мира 1984 (стали серебряными призёрами), четырёх чемпионатов Европы (лучший результат — чемпионы в 1984). В составе мужской сборной ветеранов Швейцарии участник и бронзовый призёр чемпионата мира 2013.

## Достижения
- Чемпионат мира по кёрлингу среди мужчин: серебро (1984).
- Чемпионат Европы по кёрлингу: золото (1984), бронза (1988, 1996).
- Чемпионат Швейцарии по кёрлингу среди мужчин: золото (1984).
- Чемпионат мира по кёрлингу среди ветеранов: бронза (2013).
- Чемпионат Швейцарии по кёрлингу среди ветеранов: золото (2013), серебро (2017), бронза (2015).

## Команды
| Сезон   | Четвёртый        | Третий           | Второй              | Первый            | Запасной                                 | Турниры            |
| ------- | ---------------- | ---------------- | ------------------- | ----------------- | ---------------------------------------- | ------------------ |
| 1983—84 | Петер Аттингер   | Бернард Аттингер | Вернер Аттингер     | Курт Аттингер     |                                          | ЧШМ 1984 · ЧМ 1984 |
| 1984—85 | Петер Аттингер   | Бернард Аттингер | Вернер Аттингер     | Курт Аттингер     |                                          | ЧЕ 1984            |
| 1988—89 | Бернард Аттингер | Вернер Аттингер  | Мартин Цюррер       | Marcel Senn       |                                          | ЧЕ 1988            |
| 1996—97 | Феликс Лухзингер | Вернер Аттингер  | Markus Foitek       | Markus Luchsinger | Томас Грендельмейер тренер: Фредерик Жан | ЧЕ 1996            |
| 1998—99 | Феликс Лухзингер | Вернер Аттингер  | Томас Грендельмейер | Markus Luchsinger | Markus Foitek тренер: Фредерик Жан       | ЧЕ 1998 (5 место)  |
| 2012—13 | Вернер Аттингер  | Петер Аттингер   | Ronny Müller        | Tony Knobel       | Бернард Аттингер                         | ЧМВ 2013           |

(скипы выделены полужирным шрифтом)

## Частная жизнь
Из семьи кёрлингистов. Его отец, Петер Аттингер старший — чемпион Швейцарии в 1972 году (скип команды, где играл и Петер-младший, впервые став чемпионом Швейцарии). Его братья Петер, Бернард, Руди и Курт Аттингеры — также кёрлингисты, в команде Петера-младшего становились чемпионами Швейцарии и Европы, призёрами чемпионатов мира. Его племянник, сын Петера, Феликс Аттингер — скип своей команды, призёр чемпионатов Швейцарии (бронза в 2016 и серебро в 2017); тренером его команды является Петер.